# Банилів-Підгірний
Банилів-Підгірний — село в Україні, у Сторожинецькій міській громаді Чернівецького району Чернівецької області.

## Географія
Село майже з усіх боків оточено вершинами Буковинських Карпат. У селі річка Солонець Великий впадає у Малий Серет.

## Історія
Банилів-Підгірний утворився з 14 хуторів, розкиданих по довколишніх горах. Назви хуторів: Гільча (Гільче), Дунавець, Кошелівка (варіанти: Кошилівка, Кошулівка) — колись окреме село, Кошуя (Кощуя), Лаврена, Плай, Поляни, Рівня, Солонець, Стайка.
За часів Австро-Угорщини були дві самоврядні громади — Банилів Волоський і німецька колонія Августендорф (теперішня східна частина села). За переписом 1900 року в громаді Банилів Волоський було 1048 будинків та проживали 4806 мешканців (2071 українець, 1374 румуни, 878 німців та 483 поляки). Зокрема в самому селі Банилів Волоський були 471 будинок і 2139 мешканців, а в хуторах: Дунавець — 77 будинків і 405 мешканців, Гільче — 59 будинків і 249 мешканців, Гойнічени — 41 будинок і 183 мешканці, Кощуя — 44 будинки і 190 мешканців, Кошелівка — 90 будинків і 425 мешканців, Лавренка — 48 будинків і 235 мешканців, Пантин — 37 будинків і 181 мешканець, Плай — 19 будинків і 81 мешканець, Поляни — 88 будинків і 376 мешканців, Рівня — 35 будинків і 166 мешканців, Солонець — 23 будинки і 108 мешканців, Сіругінґін — 16 будинків і 68 мешканців. А в колонії Августендорф було 104 будинки і проживало 550 мешканців (31 українець, 4 румуни, 515 німців).
Через село, хутір Гільче, проходила 22,5 км гілка Чудей — Кощуя вузкоколійної залізниці Буковинської локальної залізниці, відкритої 15 жовтня 1908 р.
Умовно-проїзна ґрунтова дорога через перевал Мочерка (970,5 м) з'єднує з басейном Сирету у верхній його течії.
В радянські часи хутори, наприклад Стайку, знищували, оскільки їхні жителі активно і масово підтримували УПА. У наші дні тривають спроби пожвавити життя на окремих хуторах. Зокрема, 7 червня 2016 р. на хуторі Кошуя архієпископ Онуфрій освятив каплицю Предтечі і Хрестителя Господнього Іоана.

## Пам'ятки природи
У селі розташований Банилівський парк, а на південні околиці села (хутір Гільче) — загальнозоологічний заказник «Зубровиця».  
Приблизно через 3 кілометри від Гільче, на схилі гори Волховни, є маловідомий водоспад Королівський (сегментованого типу, 3 м.). Також є три гідрологічні пам'ятки природи: Джерело «Підгірне-1» Джерело «Підгірне-2» Джерело «Підгірне-3».  
На південний схід від центральної частини села розташоване заповідне урочище «Дунавець». 

## Уродженці
- Лейба Павло Радович (1995—2014) — український військовик, солдат, навідник 24-ї механізованої бригади. Кавалер ордена «За мужність» ІІІ ступеня.[10]
- Чорний Валентин Федорович (1949—2017) — заслужений журналіст України. Закінчив факультет журналістики Київського держуніверситету ім. Тараса Шевченка. У засобах масової інформації працював з 1971 р.: на Рівненщині у районній газеті, житомирській газеті «Комсомольська зірка», спецкором республіканських газет «Робітнича газета», «Радянська Україна», на житомирському телебаченні, у чернівецькій обласній газеті «Буковина». З 1995 р. — завідувач представництвом газети «Ділова Україна» по Чернівецькій області. З 2001 р. — головний редактор молодіжного журналу «Меридіан». Помер 04.11.2017 р., м. Чернівці.